# Прозоровский, Иван Семёнович
Князь Иван Семёнович Прозоровский (ок. 1618, Москва — 22 июня 1670, Астрахань) — русский военный и государственный деятель XVII века, рында, стольник, голова, воевода, наместник, посол и боярин во времена правления Михаила Фёдоровича и Алексея Михайловича.
Из княжеского рода Прозоровские. Старший сын боярина Семёна Васильевича Прозоровского. Имел братьев, князей: Петра Большого, Михаила, Петра Меньшого и Александра Семёновичей.

## Биография
Впервые упомянут 13 июля 1632 года, когда пожалован в стольники.   В 1632—1634 годах участвовал в Смоленской войне. В 1639-1640 годах рында в белом платье при представлению Государю польского и датского послов в Золотой палате. В августе 1641 года по указанию Государя ездил со столом к королевичу Вальдемару и датскому послу.  С мая 1642 года служил воеводой Большого полка в Переяславле-Рязанском, для охранения от прихода крымцев и нагайцев. В декабре 1643 года первый рында в белом платье при представлении Государю датского графа Матиаса Шлякова в Золотой палате. В 1644—1645 годах был на Вологде воеводою. В 1645—1646 годах приводил к присяге царю жителей городов Нижнего Поволжья, на Тереке, от Астрахани до Казани. С 1646 по 1648 год — полковой воевода в Туле, а в связи с крымской угрозой велено ему идти в сход с бояриным князем Одоевским в Ливны. В 1648 году исполнял обязанности первого рынды при приемах послов и посланников. В январе 1648 года на первом бракосочетании царя Алексея Михайловича и Марии Ильиничны Милославской был семнадцатым в свадебном поезде и обслуживал первым царя за большим государевым столом в Грановитой палате. В 1650-1654 годах исполнял обязанности стольника и первого рынды на царских мероприятиях.
После начала русско-польской войны 1654—1667 годов был одним из руководителей войска, оперировавшего в Литве. В мае 1654 года голова третьей сотни московских дворян и десятый есаул в Государевом полку в походе против литовцев, в июле-августе находился в стане Государя на Девичьей горе под Смоленском. В мае 1655 года второй воевода Большого полка  в походе из Смоленска против поляков, в мае второй воевода под начальством которого разбили поляков под руководством гетманов Я. Радзивилла и В. Гансевского, после чего участвовал во взятии Вильны, а в августе во взятии Ковно. В 1656 году первый рында в белом платье при представлении послов Государю в Золотой и Грановитой палатах, рында во ферязе с топором при представлении Государю в Золотой палате выехавшего в Россию полковника Лисовского с ротмистрами, поручиками, хорунжими и шляхтой. В этом же году сидел за столом с боярами, после чего пожалован атласною шубою, кубком и придачей к окладу в 25 рублей, в июне второй воевода Большого полка в походе из Смоленска против шведов, где в августе второй воевода при разбитии выходящих на вылазку  шведов под Ригою.
Минуя чин окольничего, пожалован 21 декабря 1656 года из стольников в бояре. В январе 1657 года первый судья в Судном-Владимирском приказе, в мае оставлен первым для охраны столицы на время государева богомолья в Николо-Угрешский монастырь.  В 1658 году упомянут тверским наместником. После Виленского перемирия участвовал в войне со шведами и был главой русских дипломатических делегаций при заключении Валиесарского перемирия в 1658 году и Кардисского мира в 1661 году. В январе 1660 года оставлен вторым для охраны столицы на время государева богомолья в Троице-Сергиев монастырь, в феврале обедал за Государём, после чего награждён за прежние службы атласной золотой шубою, кубком и придачей к его окладу 100 рублей и на покупку отчины 6.000 тысяч ефимок. В этом же году в апреле, июне, сентябре и декабре, на время отсутствия Государя в столице, оставался первым для её охраны.
В январе 1661 года послан первым послом в Кардин на съезд с шведскими послами, с коими в июне заключил и утвердил вечный мир, в июле, находясь в Твери, пожалован милостивым словом Государя, а по возражению был у государевой руки и оставлен "ведать Москву" на время государева богомолья в Новодевичий монастырь. В 1661—1666 годах руководил Владимирским судным приказом. В сентябре 1662 года обедал с Государём, где ему вновь за службу пожалована шуба атласная золотая, кубок, придача к окладу в 100 рублей и на покупку отчины ещё девять тысяч ефимок. В январе 1663 года оставлен для охраны столицы на время царского богомолья в Савин монастырь, в феврале послан вторым послом в Смоленск на съезд с польскими послами, в апреле и мае оставлен первым для охраны столицы, а в июне  послан а Смоленск с полком вторым воеводою против поляков. Принимал участие в отражении наступления короля Яна Казимира в 1664 году, в частности в битве при Косуличах. В битве под Дроковом совместно с князем Юрием Барятинским разбил литовский драгунский полк и захватил большую часть обоза противника.
В 1666 году, в связи с назначением первым воеводой в Астрахань местничал с И.Ф. Бутурлиным, назначенным вторым воеводою. В 1667 году послан первым воеводой в Астрахань, где спешно укрепил город и руководил его обороной при осаде отрядами Степана Разина, отряды коего разбил. В 1670 году вновь под стенами города появились отряды Разина.
По приказу Прозоровского был казнен посланник Разина, потребовавший сдать город. Во время штурма города был ранен и со своими сторонниками заперся в соборе. Во время взятия Астрахани бунтовщиками, 22 июня 1670 года был убит брат воеводы Михаил. Сам Прозоровский был сброшен Разиным с кремлёвской башни. Тело его, брошенное в общую могилу вместе со всеми погибшими, не было найдено. Сына его, 9-летнего Бориса, повесили за ноги. В смертном приговоре, вынесенном Разину перед казнью его, говорилось:

Ты же вор не насытясь невинных многих кровью и незлобных младенцев детей боярина князя Ивана Семеновича Прозоровского, велел, взять со двора, повесить через городскую стену за ноги и сверх того мучения одного (старшего) велел казнить смертью, а другого (младшего) со многими муками изувеча, отведя к Митрополиту, не чая его от таких мук жива.

Кончина Ивана Семёновича с братом от рук бунтовщиков прибавила роду Прозоровских авторитета при дворе, и шесть племянников Прозоровского в разное время стали боярами при Петре I.

## Семья

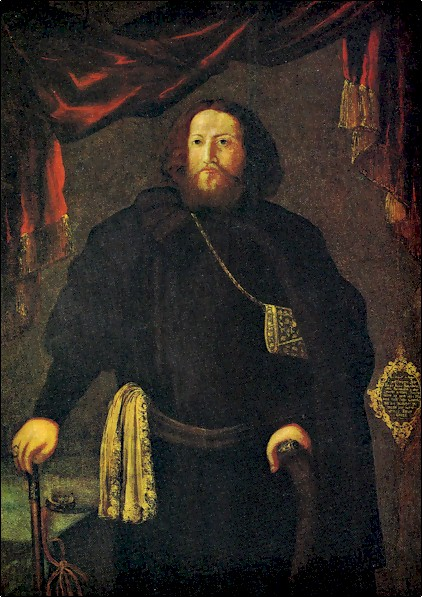
Боярин Борис Иванович Прозоровский (1661—1718).

С 1643 года был женат на Прасковье Фёдоровне Лихачёвой, дочери думного дворянина Фёдора Фёдоровича Лихачёва (ум. 1653), владельца сельца Черемха. В день взятия Астрахани Прасковья Фёдоровна нашла убежище у митрополита Иосифа и, по усмирению бунта, перевезла сына и тело деверя, князя Михаила Семёновича Прозоровского, в Москву, где он и был похоронен. Умерла 14 января 1687 года и была погребена в московском Сретенском монастыре. В браке имели 3 сына и 3 дочери:
- Пётр Иванович (1644 — 20.03.1720) — боярин (с 08.06.1676), женат (с 1664) на Анне Федоровне Ртищевой (ок. 1648 — 08.05.1683).
- Акилина Ивановна (1650 — 25.07.1727) — монахиня в московском Алексеевском монастыре, в инокинях старица Александра.
- Борис Иванович Большой (1654 — 14.07.1670) — боярин, казнен после взятия Астрахани Степаном Разиным.
- Марфа Ивановна (1657 — 27.02.1730) — в браке за князем Александром Ивановичем Лобановым-Ростовским.
- Мария Ивановна (1658—1730) — жена боярина Петра Петровича Салтыкова.
- Борис Иванович Меньшой (1661—1718) — боярин с 1682 года, в 1670 году был, как и его старший брат, повешен за ноги при разгроме Астрахани, но снятый с виселицы с признаками жизни, был отдан своей матери. Остался хромым на всю жизнь, женат (с 1711) на Ирине Михайловне Римской-Корсаковой.